# Суходул-Великий
Суходул-Великий (пол. Suchodół Wielki) — село в Польщі, у гміні Морди Седлецького повіту Мазовецького воєводства.
Населення — 48 осіб (2011).
У 1975-1998 роках село належало до Седлецького воєводства.

## Демографія
Демографічна структура станом на 31 березня 2011 року:
|          | Загалом | Допрацездатний вік | Працездатний вік | Постпрацездатний вік |
| -------- | ------- | ------------------ | ---------------- | -------------------- |
| Чоловіки | 25      | 7                  | 15               | 3                    |
| Жінки    | 23      | 3                  | 14               | 6                    |
| Разом    | 48      | 10                 | 29               | 9                    |